# Verordnung (EG) Nr. 1071/2009
Die Verordnung (EG) Nr. 1071/2009 definiert die Voraussetzungen für im Kraftverkehr tätige Verkehrsunternehmen. Des Weiteren werden erforderliche Eigenschaften eines Verkehrsleiters erläutert, die Sicherheitsanforderungen für Nachweise festgelegt und dargestellt, in welchen Bereichen die Mitgliedstaaten bei der Umsetzung der Verordnung frei sind.

## Aufhebung
Die Verordnung hebt die Richtlinie 96/26/EG auf.

## Inhalt
Das Kapitel 1 enthält allgemeine Bestimmungen und regelt den Zugang zum Beruf des Kraftverkehrsunternehmers. In diesem werden die Eigenschaften für Verkehrsunternehmen, die gegeben sein müssen, festgelegt. Diese müssen in dem Mitgliedsstaat dauerhaft niedergelassen sein und die Eigenschaften der Zuverlässigkeit, der finanziellen Leistungsfähigkeit und eine fachliche Eignung besitzen. Im 2. Kapitel werden die Voraussetzungen zur Erfüllung der Anforderungen von Artikel 3 genannt. Kapitel 3 enthält alle Regeln zum Thema Zulassung und Überwachung durch die Behörden und Kapitel 5 regelt die gegenseitige Anerkennung von Bescheinigungen und Dokumenten. Kapitel 6 führt die Schlussbestimmungen auf.

## Umsetzung

### Deutschland
Die Verordnung wurde durch das Personenbeförderungsgesetz und die Berufszugangsverordnung für den Straßenpersonenverkehr (PBZugV) umgesetzt und wird durch die Verkehrsbehörden überwacht.